# فرانسيس كريك (ويسكونسن)
فرانسيس كريك (بالإنجليزية: Francis Creek, Wisconsin)‏ هي قرية تقع في الولايات المتحدة في مقاطعة مانيتووك (ويسكونسن). يقدر عدد سكانها بـ 669 نسمة ومساحتها 3.06 كم2 وترتفع عن سطح البحر 223 متر.

## التركيبة السكانية
قام مكتب تعداد الولايات المتحدة بتحديد بيانات التركيبة السكانية لفرانسيس كريك في تعداد الولايات المتحدة. في ما يلي، التركيبة السكانية حسب تعدادي 2000 و2010.

### تعداد عام 2000
بلغ عدد سكان فرانسيس كريك 681 نسمة بحسب تعداد عام 2000، وبلغ عدد الأسر 266 أسرة وعدد العائلات 186 عائلة مقيمة في القرية. في حين سجلت الكثافة السكانية 618.6 نسمة لكل ميل مربع (238.8/كم2). وبلغ عدد الوحدات السكنية 280 وحدة بمتوسط كثافة قدره 254.3 نسمة لكل ميل مربع (98.2/كم2).
وتوزع التركيب العرقي للقرية بنسبة 99.85% من البيض.
بلغ عدد الأسر 266 أسرة كانت نسبة 36.8% منها لديها أطفال تحت سن الثامنة عشر تعيش معهم، وبلغت نسبة الأزواج القاطنين مع بعضهم البعض 58.6% من أصل المجموع الكلي للأسر، ونسبة 7.9% من الأسر كان لديها معيلات من الإناث دون وجود شريك، وكانت نسبة 29.7% من غير العائلات. تألفت نسبة 25.9% من أصل جميع الأسر من أفراد ونسبة 13.2% كانوا يعيش معهم شخص وحيد يبلغ من العمر 65 عاماً فما فوق. وبلغ متوسط حجم الأسرة المعيشية 3.09، أما متوسط حجم العائلات فبلغ 2.56.
بلغ العمر الوسطي للسكان 35 عاماً. وكانت نسبة 27.6% من القاطنين تحت سن الثامنة عشر، وكانت نسبة 9.3% بين الثامنة عشر والأربعة وعشرون عاماً، ونسبة 29.4% كانت واقعةً في الفئة العمرية ما بين الخامسة والعشرون حتى والأربعة وأربعون عاماً، ونسبة 20.3% كانت ما بين الخامسة والأربعون حتى الرابعة والستون، ونسبة 13.5% كانت ضمن فئة الخامسة والستون عاماً فما فوق. يوجد لكل 100 أنثى 99.7 ذكر، ويوجد لكل 100 أنثى في الثامنة عشر من عمرها فما فوق 98.0 ذكر.
بلغ متوسط دخل الأسرة في القرية 43,542 دولار، أما متوسط دخل العائلة فبلغ 53,542 دولار. وكان متوسط دخل الذكور 33,750 دولار مقابل 21,618 دولار للإناث. وسجل دخل الفرد الخاص بالقرية 18,441 دولار. وكانت نسبة 6.2% من العائلات ونسبة 5.1% من السكان تحت خط الفقر، وكان من هؤلاء نسبة 5.0% تحت سن الثامنة عشر ونسبة 14.4% في الخامسة والستين من العمر وما فوق.

## معرض صور

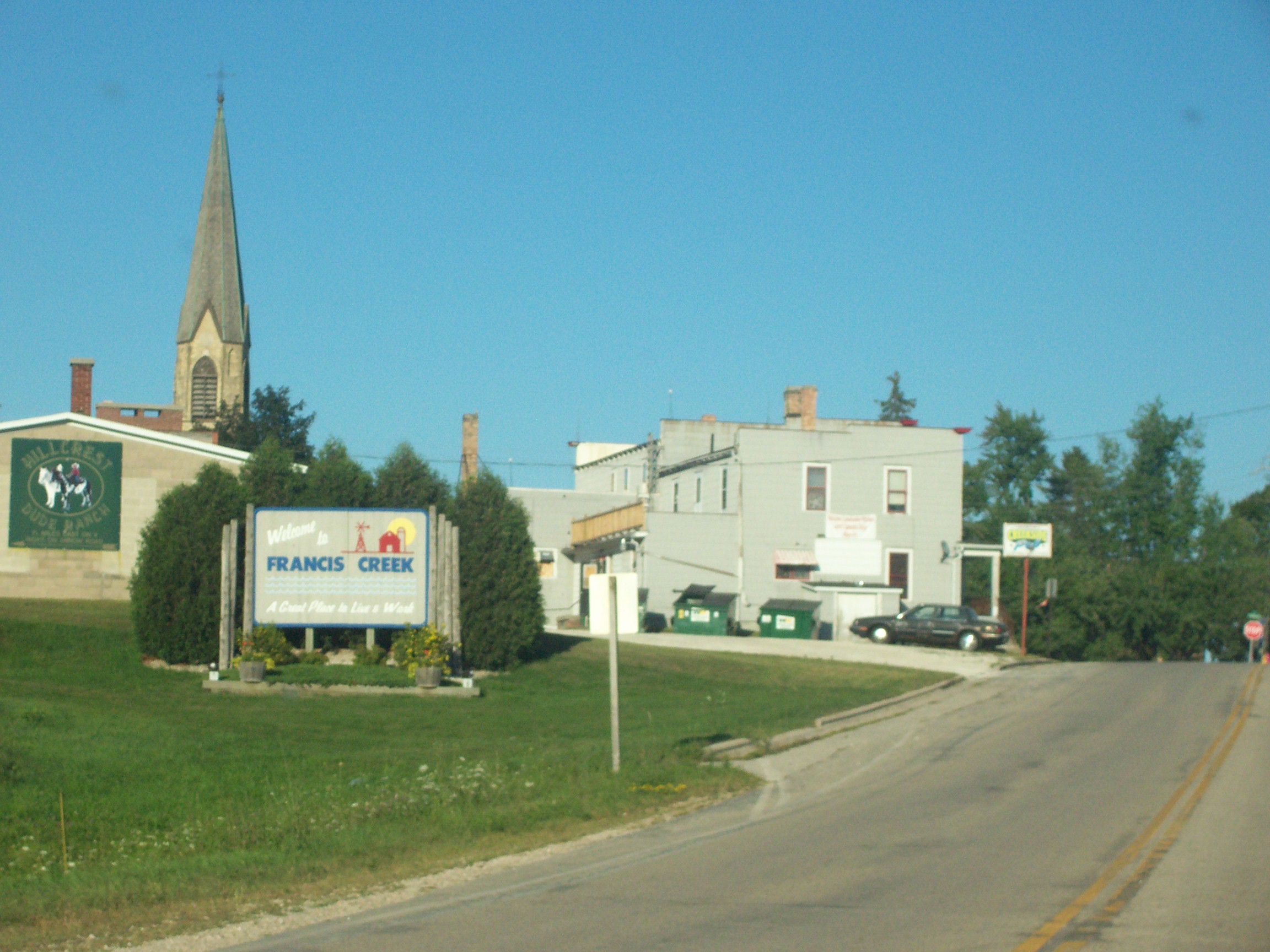
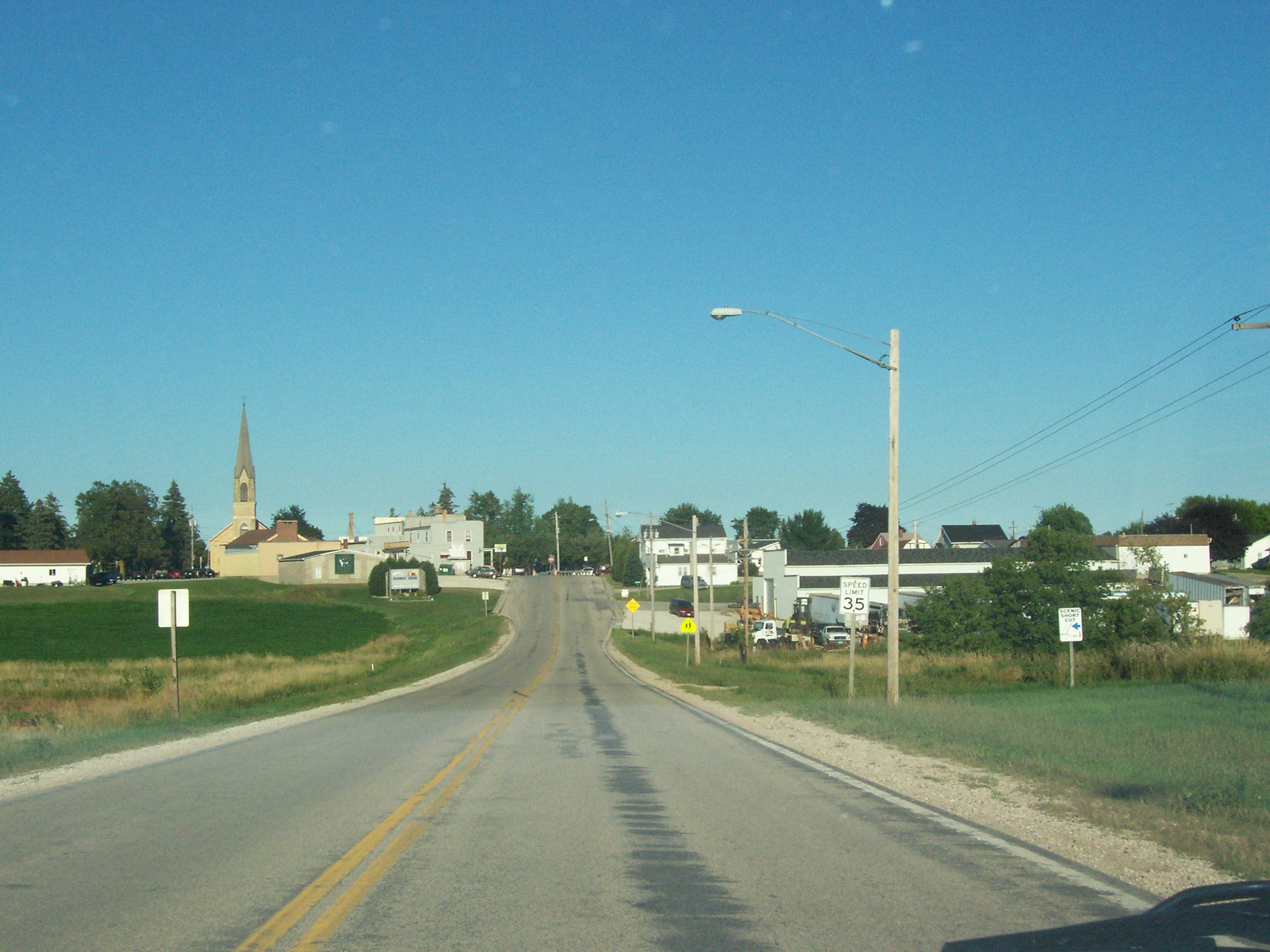
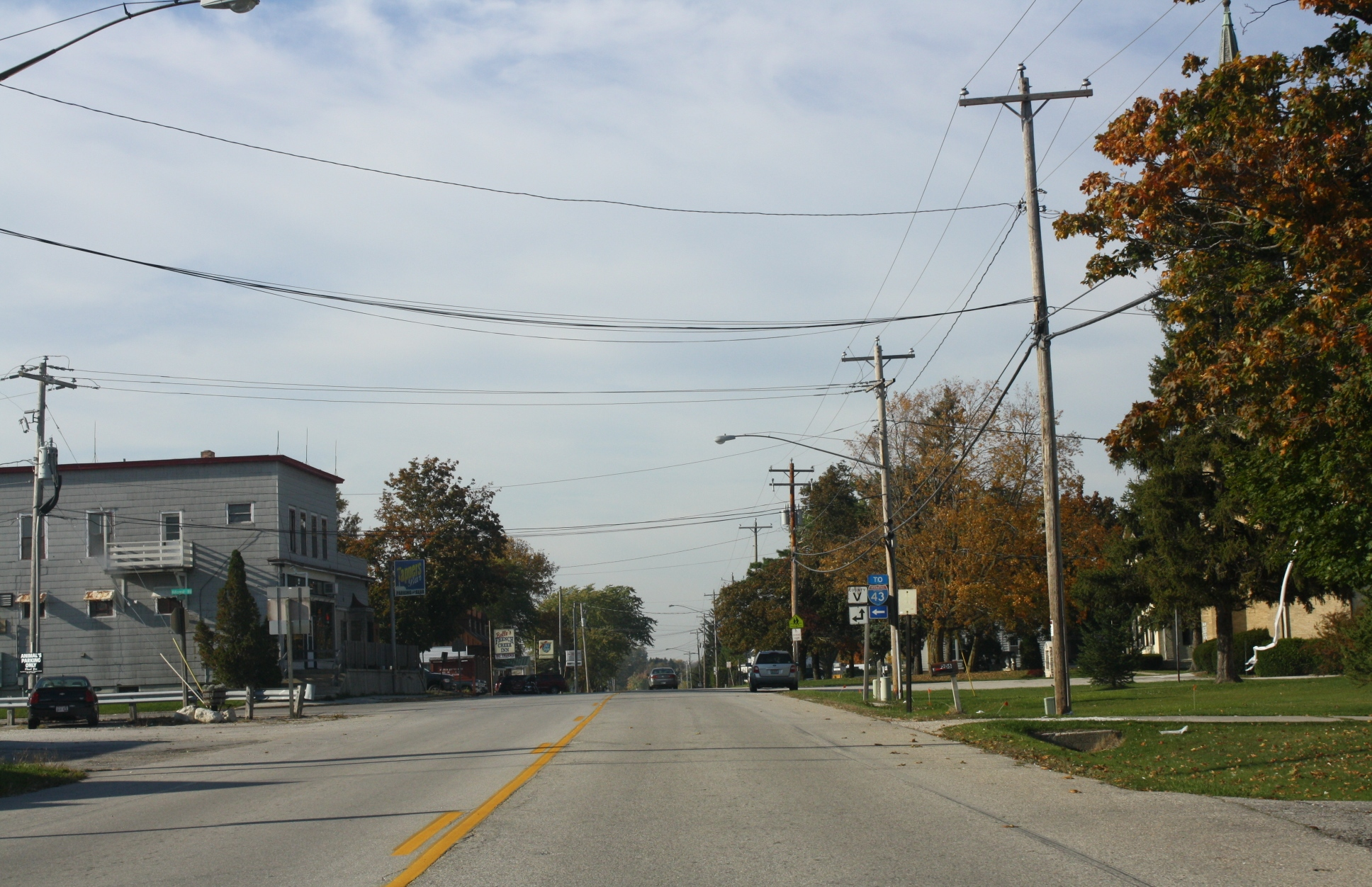

### تعداد عام 2010
بلغ عدد سكان فرانسيس كريك 669 نسمة بحسب تعداد عام 2010، وبلغ عدد الأسر 277 أسرة وعدد العائلات 189 عائلة مقيمة في القرية. في حين سجلت الكثافة السكانية 566.9 نسمة لكل ميل مربع (218.9/كم2). وبلغ عدد الوحدات السكنية 296 وحدة بمتوسط كثافة قدره 250.8 لكل ميل مربع (96.8/كم2).
وتوزع التركيب العرقي للقرية بنسبة 97.6% من البيض و 0.6% من الأمريكيين ذوي الأصول الآسيوية و 0.1% من الأمريكيين الأفارقة و 1.3% من عرقين مختلطين أو أكثر.
بلغ عدد الأسر 277 أسرة كانت نسبة 27.4% منها لديها أطفال تحت سن الثامنة عشر تعيش معهم، وبلغت نسبة الأزواج القاطنين مع بعضهم البعض 57.0% من أصل المجموع الكلي للأسر، ونسبة 7.2% من الأسر كان لديها معيلات من الإناث دون وجود شريك، بينما كانت نسبة 4.0% من الأسر لديها معيلون من الذكور دون وجود شريكة وكانت نسبة 31.8% من غير العائلات. تألفت نسبة 27.1% من أصل جميع الأسر من أفراد ونسبة 10.1% كانوا يعيش معهم شخص وحيد يبلغ من العمر 65 عاماً فما فوق. وبلغ متوسط حجم الأسرة المعيشية 2.91، أما متوسط حجم العائلات فبلغ 2.42.
بلغ العمر الوسطي للسكان 39.3 عاماً. وكانت نسبة 22.4% من القاطنين تحت سن الثامنة عشر، وكانت نسبة 9.8% بين الثامنة عشر والأربعة وعشرون عاماً، ونسبة 24.2% كانت واقعةً في الفئة العمرية ما بين الخامسة والعشرون حتى والأربعة وأربعون عاماً، ونسبة 29.4% كانت ما بين الخامسة والأربعون حتى الرابعة والستون، ونسبة 14.3% كانت ضمن فئة الخامسة والستون عاماً فما فوق. وتوزع التركيب الجنسي للسكان بنسبة 49.5% ذكور و50.5% إناث.